# Kazumin
Kazumin (ukr. Казумин) – wieś na Ukrainie w rejonie lwowskim (wcześniej w rejonie żółkiewskim) obwodu lwowskiego.
Kazumin alias Kozumin był wsią starostwa mostowskiego, położoną w XVIII wieku w województwie bełskim.

## Historia
Pod koniec XIX w. część wsi Butyny w powiecie żółkiewskim.